# Шаймарданова, Виктория Юрьевна
Виктория Юрьевна Шаймарданова (укр. Вікторія Юріївна Шаймарданова; род. 17 декабря 1973 или 11 октября 1973) — украинская тяжелоатлетка, выступавшая в весовой категории свыше 75 килограммов.

## Биография
Виктория Шаймарданова родилась 11 октября 1973 года.

## Карьера
На взрослом чемпионате мира 1998 года Шаймарданова выступала в весовой категории свыше 75 килограммов и заняла восьмое место с результатом 220 килограммов (100 + 120).
На чемпионате мира 1999 года в Афинах украинская тяжелоатлетка сумела улучшить результат до 235 килограммов, но на этот раз стала лишь девятой.
На чемпионате Европы 2001 года в Тренчине Виктория Шаймарданова стала бронзовым призёром.
На чемпионате мира 2002 года в Варшаве Шаймарданова заняла седьмое место, подняв при этом 257,5 килограммов (117,5 кг в рывке и 140 кг в толчке).
На чемпионате мира 2003 года в Ванкувере украинская спортсменка вновь улучшила прошлогодний результат, подняв 262,5 кг в сумме (117,5 + 145), но стала лишь восьмой.
В начале года Шаймарданова установила пять национальных рекордов на чемпионате Украины. На чемпионате Европы 2004 в Киеве украинка завоевала серебряную медаль, уступив только Агате Врубель из Польши. Шаймарданова подняла 127,5 кг в рывке и 150 кг в толчке. На Олимпийских играх в Афинах Виктория Шаймарданова подняла 280 кг в сумме (130 + 150), став пятой.
На чемпионате Европы 2005 года в Софии Шаймарданова стала чемпионкой, подняв на 10 килограммов больше соотечественницы Юлии Довгаль. В рывке Виктория подняла 125 кг, в толчке 145 кг.